# Wattwiller
Wattwiller is een gemeente in het Franse departement Haut-Rhin (regio Grand Est). De plaats maakt deel uit van het arrondissement Thann-Guebwiller. Wattwiller telde op 1 januari 2022 1.648 inwoners.

## Geografie
De oppervlakte van Wattwiller bedroeg op 1 januari 2022 13,61 vierkante kilometer; de bevolkingsdichtheid was toen 121,1 inwoners per km².

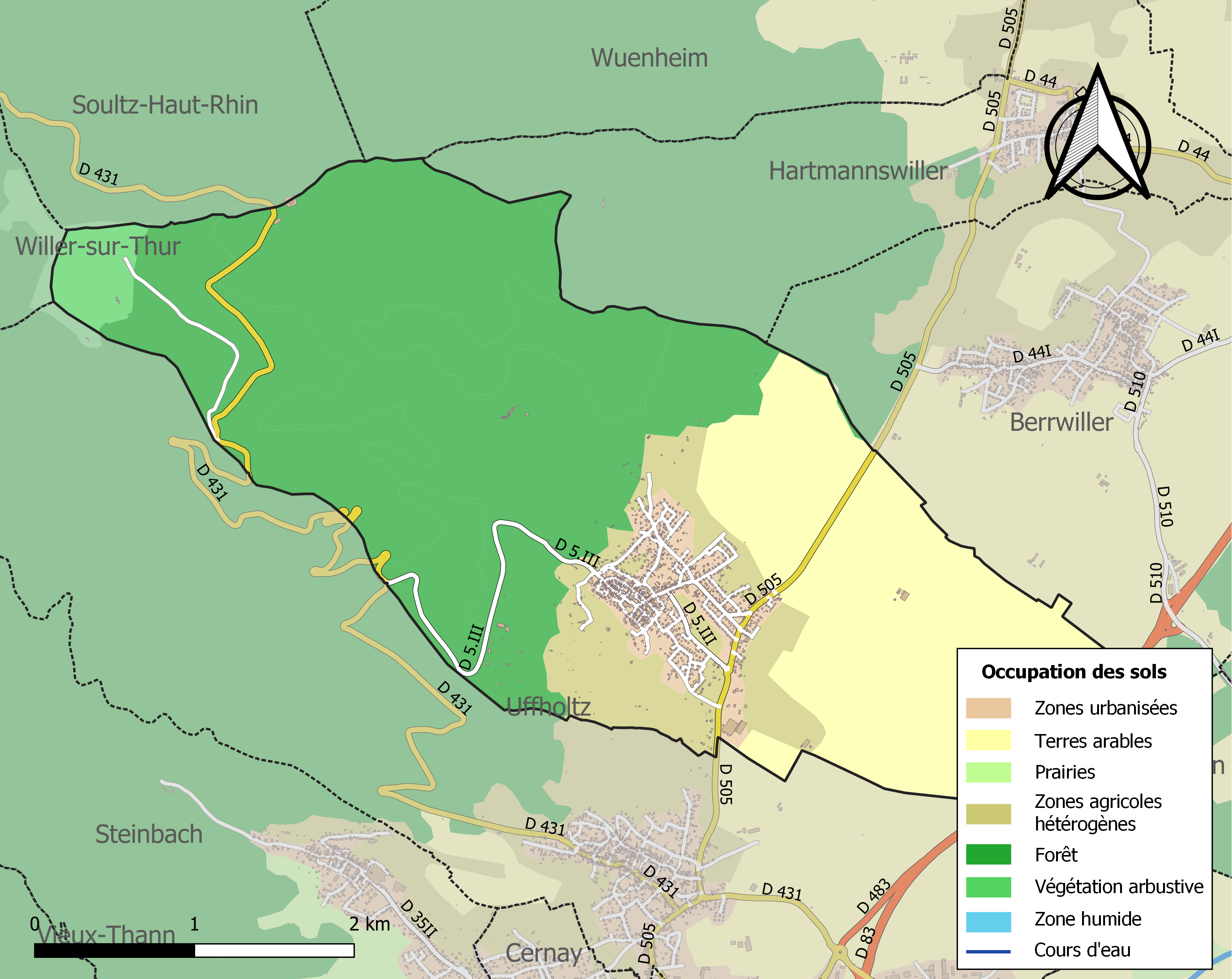
Kaart van de gemeente met de belangrijkste infrastructuur, bodemgebruik en omliggende gemeenten

## Demografie
Onderstaande figuur toont het verloop van het inwonertal (bron: INSEE-tellingen).